# Acciona
Acciona, S. A. es una empresa española de promoción y gestión de infraestructuras (agua, concesiones, construcciones y servicios) y energías renovables. Tiene presencia en 65 países de los cinco continentes y forma parte del IBEX 35.

## Historia
Los orígenes de la compañía se remontan a la compañía Compañía del Ferrocarril de Medina a Zamora y de Orense a Vigo (MZOV), fundada en 1862 en Galicia. En 1978 MZOV se fusiona con Cubiertas y Tejados, S.A., una compañía fundada en 1918 por Luis Ferrer-Vidal de Llauradó y por Víctor Messa Arnau, procedente de la antigua Vilaseca Roesicke y Maas, formando Cubiertas y MZOV Compañía General de Construcciones, SA. En 1997 se fusiona con Entrecanales y Távora para formar la tercera empresa constructora española, que se denominaría Acciona y que cotizaría en bolsa a partir de mayo de ese año. El accionariado también aprobó la adquisición de Eur, S.A. La filial constructora pasó a denominarse Necso Entrecanales Cubiertas.
El nombre Acciona proviene del que fuera el nombre del Museo Interactivo de la Ciencia de Alcobendas.
En 2002 el Estado adjudicó la empresa naviera Trasmediterránea a un consorcio formado por Acciona y por una empresa de Abel Matutes. Trasmediterránea se vendió por 259 millones de euros, a lo que hubo que sumar la asunción por parte del consorcio de la deuda que acumulaba la naviera, de 210 millones de euros. El mantenimiento de Trasmediterránea le costó centenares de millones a Acciona, que llegó al punto de intentar venderla en 2014 a la empresa Baleària y al fondo de inversión Cerberus Capital Management.
En diciembre de 2003 José Manuel Entrecanales Domecq fue nombrado presidente de Energía Hidroeléctrica de Navarra (EHN), en cuyo accionariado estaba Acciona. En octubre de 2004 Acciona elevó al 89% del accionariado su participación en EHN, llegando al 100% en enero de 2005. En 2005 el grupo empresarial invirtió 24 millones en unificar todas las marcas bajo el nombre Acciona. De tal modo, las filiales Necso y Energía Hidroeléctrica de Navarra (EHN) desaparecieron. La única excepción fue la de Trasmediterránea, que pasaría a llamarse oficialmente Acciona Trasmediterránea. José Manuel Entrecanales fue nombrado presidente de Acciona.
En 2007, Acciona, junto con la italiana Enel, formalizan su control sobre la compañía eléctrica española Endesa, de la que adquieren el 92% del accionariado. No obstante, en 2009 vende a Enel el 25% de Endesa que poseía por 8.200 millones de euros. Por otra parte, Acciona compra en 2017 la constructora australiana Geotech, país en el que ya estaba presente desde el año 2002. Esta adquisición supondría la consolidación en el desarrollo de infraestructuras en Australia por parte de la compañía.
A comienzos de 2018, Transmediterránea sería finalmente vendida a la empresa canaria Naviera Armas.

## Líneas de negocio
Dentro del sector de las infraestructuras se subdivide en las infraestructuras viarias y de todo tipo de edificios y en la ingeniería industrial. Tiene un sector específico dedicado a la creación de plantas de gestión de aguas. También oferta diversos servicios de mantenimiento de inmuebles.
Su sector energético está presente en más de 20 países. Ha querido centrarse, especialmente, en las energías renovables a través de proyectos de energía eólica, energía solar fotovoltaica, energía solar térmica, energía hidráulica y energía de la biomasa.
En menor medida, también abarca otros sectores. Se dedica a la intermediación bursátil a través de Bestinver y a las bodegas a través de Grupo Bodegas Palacio 1894 (anteriormente, Hijos de Antonio Barceló).
Actualmente, Acciona trabaja diseñando y construyendo diferentes proyectos en varios sectores bajo el denominador común de la lucha contra el cambio climático: 
- Energía: Se centra en producir energía a partir de fuentes renovables como la energía eólica, solar fotovoltaica, hidroeléctrica, termosolar o biomasa. También invierte en modelos energéticos bajos en carbono. Además de la generación renovable, la compañía vende la energía limpia que produce a otras empresas y organizaciones, opera y mantiene activos renovables y ofrece todo tipo de servicios energéticos, entre otras actividades.
- Transporte: Acciona trabaja en toda la cadena de valor de grandes proyectos de infraestructura, desde la oferta, diseño y construcción hasta su mantenimiento. La compañía construye infraestructuras de transporte como autopistas y carreteras, puentes, túneles, ferrocarriles, metros y tranvías, puertos y aeropuertos, entre otros.
- Agua: Trabaja en la construcción de plantas de tratamiento de agua como desaladoras, potabilizadoras o depuradoras y ofrece servicios de abastecimiento de agua a ciudades. Se encarga de la desalación, potabilización, distribución, abastecimiento, saneamiento, depuración y reutilización del agua.
- Social: Acciona se dedica también a la construcción de infraestructura social, como hospitales, campus universitarios, museos y exposiciones, diseño y gestión de eventos o la regeneración de ecosistemas.
- Ciudades: Ofrece igualmente una serie de servicios para hacer de las ciudades entornos más habitables, como edificación eficiente, movilidad eléctrica, economía circular y gestión de residuos o cuidado de ecosistemas urbanos. El servicio de movilidad eléctrica lo ofrece con scooters eléctricas operativas en varias ciudades europeas.
- Inmobiliaria: Acciona cuenta con una inmobiliaria a través de la que comercializa viviendas ecoeficientes, oficinas, hoteles y centros turísticos y propiedades industriales. Se encuentra operativa en países como España, México, Polonia o Portugal.
- Financieras: Ofrece servicios financieros a través de Bestinver. Se trata de servicios de gestión de activos y de mercado de capitales. Se centran en movilizar inversiones en actividades que generen bajas emisiones de carbono y que sean sostenibles.

## Sostenibilidad
Acciona obtuvo el distintivo RobecoSAM Silver Class 2015 en el sector eléctrico por sus buenas prácticas en materia de sostenibilidad.
También ha sido incluida en el índice CDP Climate Performance Leadership Index 2014 en el que figuran las 187 compañías mundiales que han obtenido la máxima calificación por su desempeño en la lucha contra el cambio climático.
Desde el año 2015, Acciona lidera el ranking de las empresas más verdes del mundo según el grupo editor estadounidense Energy Intelligence. Además, Acciona participa activamente en la Conferencia de las Partes (COP), máxima autoridad de la Convención Marco de las Naciones Unidas sobre el Cambio Climático. En la COP 21 de París del año 2015, José Manuel Entrecanales, anunciaría el compromiso de Acciona de ser una empresa neutra en carbono logro que la compañía mantiene desde el año 2015, habiendo sido galardonada en Chile con el Premio Nacional de Medio Ambiente. En la COP 25 de Madrid de 2019, Acciona se ha comprometido a reducir, para el año 2030, sus gases de efecto invernadero en un 60%.
Por otra parte, ha sido reconocida como una de las empresas más activas en materia de innovación abierta según la Startup Europe Partnership (SEP) por su éxito en la integración de startups en los programas de innovación de las distintas áreas de negocio de la compañía.
Acciona se sitúa entre las 100 empresas más sostenibles del mundo según un ranking elaborado por Corporate Knights, grupo editorial especializado en la economía descarbonizada. En concreto ocupa el puesto 31, frente al 70 del año pasado.

## Sanciones
En julio de 2022, la Comisión Nacional de los Mercados y la Competencia (CNMC) impuso a Acciona una multa de 29,4 millones de euros por haber alterado durante 25 años, junto a otras importantes constructoras españolas, miles de licitaciones públicas destinadas a la edificación y obra civil de infraestructuras.

## Accionistas
La Familia Entrecanales posee el 55,73% de la sociedad.
| Accionista              | Derechos de voto | Sociedad                                |
| ----------------------- | ---------------- | --------------------------------------- |
| Familia Entrecanales    | 28,04%           | Wit Europese Investering, BV            |
| Familia Entrecanales    | 27,69%           | Tussen de Grachten, BV                  |
| Capital Group Companies | 4,07%            | Capital Research and Management Company |